# Meridiano 107 oeste
El meridiano 107 oeste de Greenwich es una línea de longitud que se extiende desde el Polo Norte atravesando el Océano Ártico, América del Norte, el Océano Pacífico, el Océano Antártico y la Antártida hasta el Polo Sur.
El meridiano 107 oeste forma un gran círculo con el meridiano 73 este.
Comenzando en el Polo Norte y dirigiéndose hacia el Polo Sur, el meridiano 107 oeste pasa a través de:
| Coordenadas                         | País, territorio o mar | Notas                                                                               |
| ----------------------------------- | ---------------------- | ----------------------------------------------------------------------------------- |
| 90°0′N 107°0′O / 90.000, -107.000   | Océano Ártico          |                                                                                     |
| 77°45′N 107°0′O / 77.750, -107.000  | Byam Martin Channel    |                                                                                     |
| 75°54′N 107°0′O / 75.900, -107.000  | Canadá                 | Nunavut - Isla Melville                                                             |
| 74°55′N 107°0′O / 74.917, -107.000  | Canal de Parry         | Viscount Melville Sound - Pasa justo al oeste de Stefansson Island, Nunavut, Canadá |
| 73°18′N 107°0′O / 73.300, -107.000  | Canadá                 | Nunavut - Isla Victoria                                                             |
| 69°12′N 107°0′O / 69.200, -107.000  | Estrecho de Dease      |                                                                                     |
| 68°46′N 107°0′O / 68.767, -107.000  | Canadá                 | Nunavut Territorios del Noroeste Saskatchewan                                       |
| 49°0′N 107°0′O / 49.000, -107.000   | Estados Unidos         | Montana Wyoming Colorado Nuevo México                                               |
| 31°47′N 107°0′O / 31.783, -107.000  | México                 | Chihuahua Durango Sinaloa                                                           |
| 23°56′N 107°0′O / 23.933, -107.000  | Océano Pacífico        |                                                                                     |
| 60°0′S 107°0′O / -60.000, -107.000  | Océano Antártico       |                                                                                     |
| 74°47′S 107°0′O / -74.783, -107.000 | Antártida              | Territorio no reclamado                                                             |